# Josep Capsir i Maíz
Josep Capsir i Maíz   (Barcelona, 1960) és un historiador de l'art català.

## Biografia
La seva infància i adolescència va transcórrer a la fàbrica tèxtil de Can Sala al barri del Bon Pastor, avui dia desapareguda, on tant l'avi, els oncles, com els seus pares, hi treballaven com a assalariats. Cursà batxillerat a l'escola l'Esperança del barri de Baró de Viver i la llicenciatura d'Història a la Universitat Autònoma de Barcelona. Professionalment, des del 1994 desenvolupa tasques de conservació, documentació i difusió del patrimoni en arts de l'objecte al Museu de les Arts Decoratives de Barcelona i, des del 2013, al Museu del Disseny de Barcelona.
Al llarg de la seva trajectòria professional ha impartit conferències, comunicacions i ponències entre les quals podem destacar la comunicació presentada en el simposi Eclecticisme, l'avantsala del modernisme: espais i mobiliari, organitzat per l'Associació per a l'Estudi del Moble, La chimenea monumental del Palacio Casades, 2014. La conferència impartida en el curs Art Déco. Història, materials i tècniques organitzat per l'AEM, sota el títol La alfombra de Tomàs Aymat y el boudoir de la Reina en el Palau de Pedralbes en 1924, 2017. La comunicació presentada en la II Jornada de Col·leccionisme i Museus organitzada pel Museu Nacional d'Art de Catalunya sota el títol El mecenatge artístic de Martí Estany (1872-1938), col·leccionista d'arquetes, miniatures i rellotges, 2018. La conferència impartida en el curs Les entranyes dels mobles a finals del segle XIX organitzat per l'AEM amb l'enunciat La decoració del Palau Casades, 2018. Dins del cicle Art i Història als Museus de Barcelona coordinat per Amics del MNAC sota l'enunciat Peces amb biografies singulars va impartir la conferència Com arriben els objectes als Museus?, 2018. 
Va presentar comunicació en el marc del II Coloquio de Investigadores de Textil y Moda organitzat per la Fundació Història del Disseny, sota el títol Joan Artigas-Alart, industrial textil y coleccionista de mantones de Manila, 2019. Va presentar ponència en la Jornada de Mercat de l'Art, Col·leccionisme i Museus organitzada pel Consorci del Patrimoni de Sitges, amb l'enunciat Les col·leccions de pintura catalana i d'art oriental de Joan Artigas-Alart (1885-1934), 2019. En el III Congreso Iberoamericano de Historia del Mueble, sota l'enunciat Conexiones organitzat per l'AEM va presentar la ponència Un Tríptico Expositor en la Exposición Anglo-latina de Londres de 1912, 2020. En el curs El moble també qüestió de dones, organtizat per l'AEM va impartir la conferència Nobles damas en la decoración de los dormitorios reales del Palau de Pedralbes, 2021. 
Dins el cicle Art i Història als Museus de Barcelona coordinat per Amics del MNAC sota l'enunciat Museus en Flor va impartir la conferència La flor en el mantó de Manila, 2022. Amb motiu de la presentació de la publicació Francesc Vidal. L'aposta per les indústries d'art a Barcelona (1878-1914) editada pel Museu del Disseny de Barcelona va impartir la conferència La decoració del Palau Casades. Noves aportacions, 2022. En la III Jornada de Col·leccionisme i Museus organitzada pel MNAC va presentar la comunicació El llegat patrimonial de Joaquim de Càrcer i d'Amat (1835-1923), marquès de Castellbell, als museus de Barcelona, 2022. En les III Jornadas Internacionales de la Imagen, organitzades per la Universidad de Guadalajara (Mèxic) i Emblecat, Estudis de la Imatge i Societat, va presentar la conferència Martí Estany (1872-1938), el coleccionista del objeto artístico de pequeño formato en el 150 aniversario de su nacimiento, 2022. En l'activitat 360° organitzada per l'AEM i el Museu del Disseny de Barcelona va impartir la conferència El llit de Francesc Vidal, 2023. 
En el marc de l'activitat PARLEM DE... Els pioners de la decoració, organitzada per l'AEM, va presentar la comunicació Adolf Rius Satorra. El mestre ebenista d'Esparreguera, 2023. Dins el cicle Art i Història als Museus de Barcelona coordinat per Amics del MNAC sota l'enunciat Celebrem els Museus, va impartir la conferència El carruatge del marquès de Castellbell, 2023. Com activitat singular, organitzada per l'Arxiu Municipal d'Esparreguera, va impartir la conferència Adolf Rius. Fuster i ebenista d'Esparreguera, 2023. En el marc del curs PARLEM DE... En ruta! Interiors i mobiliari en mitjans de transport, organitzada per l'AEM va presentar la conferència El mail-coach a Barcelona, entre la belle époque i els feliços anys vint, 2024. 